# Rákosník pokřovní
Rákosník pokřovní (Acrocephalus dumetorum) je malý zpěvný pták z čeledi rákosníkovitých.

## Popis
Je to středně velký rákosník, na délku měří 12,5–14 cm.

## Rozšíření
Hnízdí v mírném pásu Asie a nejvýchodnější Evropy, zimuje v Indii a na Cejlonu. Vzácně zalétává do západní Evropy, v Česku byl zaznamenán poprvé v červnu 2014 u Bukovského rybníka u Těchařovic v okrese Příbram, dále pak v červnu 2020 na Tabulovém vrchu na okraji Olomouce (Neředín). K roku 2025 je zaznamenáno 19 pozorování na území Česka.